# 最初的梦想 (电影)
《最初的梦想》是一部2019年印度成年禮喜劇剧情電影。
主要拍攝於2018年9月開始。於2019年9月6日上映。
本電影的靈感主要是來自於編劇兼導演尼蒂什·蒂瓦里在印度理工學院生活時的經歷
。

## 外部連結
- 互联网电影数据库（IMDb）上《最初的梦想》的资料（英文）
- Box Office Mojo上《最初的梦想》的資料（英文）
- 爛番茄上《最初的梦想》的資料（英文）
- 豆瓣电影上《最初的梦想》的資料 （简体中文）
- 时光网上《最初的梦想》的資料（简体中文）